# Juan Alberto Taverna
Juan Alberto Taverna (Veinticinco de Mayo, provincia de Buenos Aires, 13 de abril de 1948 - ibídem, 7 de noviembre de 2014) fue un futbolista argentino.

## Trayectoria

### Estudiantes de La Plata
Club con el que debutó, y se desempeñó entre 1968 y 1971. Fue parte de los equipos que se coronaron campeón de América de Osvaldo Zubeldía. Marcó 20 goles en 47 partidos.

### Banfield
Taverna disputó en Banfield el torneo de Primera de 1972, el de Primera B de 1973, en el que el equipo del sur se coronó campeón, y los campeonatos de Primera de 1974 y 1975.
En el Nacional de 1974 Juan Taverna fue protagonista de la concreción de dos récords históricos del fútbol argentino, cuando el día 6 de octubre Banfield derrotó como local a Club Atlético Puerto Comercial de Bahía Blanca. Ese día, Juanchi hizo 7 goles, con lo cual se convirtió en el máximo anotador en un partido. Además la goleada quedó en la historia como la más abultada (13 a 1).
En el equipo del sur convirtió 56 goles entre la B (13) y la A (43).

### Boca
En 1976 jugó para Boca, donde disputó los torneos Nacional y Metropolitano, coronándose campeón en ambos torneos. Convirtió 11 goles en 28 partidos.

### Gimnasia y Esgrima La Plata
Entre 1977 y 1978 jugó en este club de la ciudad de La Plata, club en el que se retiró. En 30 partidos concretó 4 goles.

### Retiro y últimos años
Hizo un total de 90 goles en 186 partidos en el fútbol argentino.
Falleció en 25 de mayo, Pcia. de Buenos Aires, el 7 de noviembre de 2014.

## Palmarés
| Título                | Club         | País       | Año    |
| --------------------- | ------------ | ---------- | ------ |
| Copa Libertadores     | Estudiantes  | Montevideo | 1968   |
| Copa Intercontinental | Estudiantes  | Manchester | 1968   |
| Copa Interamericana   | Estudiantes  | Montevideo | 1969   |
| Copa Libertadores     | Estudiantes  | La Plata   | 1969   |
| Copa Libertadores     | Estudiantes  | Montevideo | 1970   |
| Primera División      | Boca Juniors | Argentina  | M-1976 |
| Primera División      | Boca Juniors | Argentina  | N-1976 |